# André Le Bras
Pour les articles homonymes, voir Le Bras.
André Le Bras, né le 17 janvier 1967, est un dessinateur de bande dessinée français.

## Œuvre
- HS Les Aventures de Buck Danny - Buck Danny, Les oiseaux noirs (achèvement), éditions Dupuis

2. Les oiseaux noirs 2/2, scénario : Patrice Buendia, Frédéric Zumbiehl, dessins d'André Le Bras, 2017.
- Le Bâton de Sobek, scénario de Catherine Fradier, dessins d'André Le Bras, Jotim Éditions, collection Noir sur site, 2004  (ISBN 2-912054-06-0)
- Buck Danny « Classic », dessins d'André Le Bras, scénario de Frédéric Zumbiehl et Frédéric Marniquet, éditions Dupuis-Zéphyr

7. Sea dart, 2020
- Et demain… La mort, scénario de Cyril Picard, dessins d'André Le Bras, BAC@BD, 2010  (ISBN 978-2-9534058-2-8)
- Contes et légendes des régions de France, scénario de Richard D. Nolane, Soleil Productions, collection Contes et légendes des régions de France

1. Provence, dessins d'Alexis Sentenac, Erik Arnoux, Michel Suro et André Le Bras, 2012  (ISBN 978-2-302-02429-8)
- Flottille 66, scénario de Romuald Pistis, Zéphyr Éditions

2. Lumière courbe, dessins d'André Le Bras, 2013  (ISBN 978-2-361-18110-9)
3. Double k , dessins d'André Le Bras, 2014
4. Black-Out, dessins d'André Le bras, 2015
- Emergency, Zéphyr Éditions, collection Les histoires authentiques de l'aéronautique

3. Tome 3, scénario de JG Wallace, Frédéric Zumbiehl, Frédéric Lert et Jean-Luc Dévérin et dessins de Nelson Castillo, André Le Bras, Michel Lourenço, Gil Formosa, Salvatore Pezone, Julien Lepelletier et Julien Camp, 2012  (ISBN 978-2-361-18048-5)
- M.2, scénario de Philippe Jacquot, Clair de Lune, collection Magnum productions

2. Attentat suicide, dessins d'André Le Bras, 2009  (ISBN 978-2-353-25128-5)
- Le Sceau de l'Ange, scénario de Patrick Cothias, dessins d'André Le Bras, Bamboo Édition, collection Grand Angle

1. Tome 1[4], 2006  (ISBN 2-350-78049-X)
2. Tome 2, 2007  (ISBN 978-2-350-78121-1)
3. Tome 3, 2008  (ISBN 978-2-350-78381-9)

- La Compagnie des Glaces, scénario et dessin studio Jotim, Dargaud

dessin sur cycles 1, 2 et 3